# Dog Days Are Over
Dog Days Are Over – drugi singel brytyjskiej grupy Florence and the Machine z jej debiutanckiego albumu studyjnego Lungs. Pierwotnie utwór miał zostać wydany w Wielkiej Brytanii przez wytwórnię Moshi Moshi 24 listopada 2008 roku, jednak później przesunięto wydanie na 1 grudnia 2008. Dzień później, 2 grudnia, został wydany przez wytwórnię IAMSOUND w Stanach Zjednoczonych w wersji digital download i na winylu. Strona B zawierała cover You Got the Love zespołu The Source i Candi Staton, który później został potwierdzony jako jeden z utworów na albumie i został piątym singlem z „płuc”. Demo „Dog Days Are Over” umieszczono na drugim dysku wersji deluxe albumu Lungs. Utwór osiągnął miejsca w pierwszej trzydziestce na listach w Kanadzie, Irlandii, Wielkiej Brytanii i Stanach Zjednoczonych.